# 洛海尼·维森特
洛海尼·维森特（葡萄牙語：Lohaynny Vicente，1996年5月2日—），巴西女子羽毛球運動員。

## 簡歷
2014年8月，洛海尼·维森特參加丹麥哥本哈根舉行的世界羽毛球錦標賽，出戰女子單打項目，首圈就以0比2（9-21、12-21）不敵越南的武氏妆出局。

## 主要比賽成績
只列出曾進入準決賽的國際賽事成績：
| 年份   | 賽事                         | 公開賽級別 | 項目     | 拍檔                   | 成績   |
| ------ | ---------------------------- | ---------- | -------- | ---------------------- | ------ |
| 2011年 | 泛美洲青年羽毛球錦標賽       | 其他       | 混合團體 | －                     | 亞軍   |
| 2011年 | 墨西哥羽毛球國際賽           | 國際系列賽 | 女子雙打 | 卢瓦娜·维森特          | 冠軍   |
| 2012年 | 泛美洲青年羽毛球錦標賽       | 其他       | 混合團體 | －                     | 季軍   |
| 2013年 | 南方共同市場羽毛球國際系列賽 | 國際系列賽 | 女子單打 | －                     | 亞軍   |
| 2013年 | 南方共同市場羽毛球國際系列賽 | 國際系列賽 | 女子雙打 | 保拉·比阿特丽斯·佩雷拉 | 冠軍   |
| 2013年 | 阿根廷羽毛球國際賽           | 未來系列賽 | 女子單打 | －                     | 冠軍   |
| 2013年 | 阿根廷羽毛球國際賽           | 未來系列賽 | 女子雙打 | 保拉·比阿特丽斯·佩雷拉 | 冠軍   |
| 2013年 | 加拿大羽毛球國際挑戰賽       | 國際挑戰賽 | 女子單打 | －                     | 準決賽 |
| 2013年 | 加拿大羽毛球國際挑戰賽       | 國際挑戰賽 | 混合雙打 | 亚历克斯·汤            | 準決賽 |
| 2013年 | 泛美洲青年羽毛球錦標賽       | 其他       | 混合團體 | －                     | 亞軍   |
| 2013年 | 泛美洲青年羽毛球錦標賽       | 其他       | 女子單打 | －                     | 冠軍   |
| 2013年 | 巴西羽毛球國際賽             | 國際挑戰賽 | 女子單打 | －                     | 亞軍   |
| 2013年 | 巴西羽毛球國際賽             | 國際挑戰賽 | 女子雙打 | 保拉·比阿特丽斯·佩雷拉 | 準決賽 |
| 2013年 | 泛美洲羽毛球錦標賽           | 其他       | 混合團體 | －                     | 季軍   |
| 2013年 | 聖多明哥羽毛球公開賽         | 國際系列賽 | 女子單打 | —                      | 亞軍   |
| 2013年 | 聖多明哥羽毛球公開賽         | 國際系列賽 | 女子雙打 | 保拉·比阿特丽斯·佩雷拉 | 冠軍   |
| 2013年 | 聖多明哥羽毛球公開賽         | 國際系列賽 | 混合雙打 | 亚历克斯·汤            | 冠軍   |
| 2013年 | 美國羽毛球國際賽             | 國際挑戰賽 | 女子雙打 | 保拉·比阿特丽斯·佩雷拉 | 亞軍   |
| 2013年 | 墨西哥羽毛球國際賽           | 國際系列賽 | 女子單打 | —                      | 冠軍   |
| 2013年 | 墨西哥羽毛球國際賽           | 國際系列賽 | 女子雙打 | 保拉·比阿特丽斯·佩雷拉 | 冠軍   |
| 2013年 | 墨西哥羽毛球國際賽           | 國際系列賽 | 混合雙打 | 亚历克斯·汤            | 準決賽 |
| 2013年 | 波多黎各羽毛球國際挑戰賽     | 國際挑戰賽 | 女子單打 | －                     | 冠軍   |
| 2013年 | 波多黎各羽毛球國際挑戰賽     | 國際挑戰賽 | 女子雙打 | 保拉·比阿特丽斯·佩雷拉 | 冠軍   |
| 2014年 | 秘魯羽毛球國際賽             | 國際挑戰賽 | 女子雙打 | 保拉·比阿特丽斯·佩雷拉 | 準決賽 |
| 2014年 | 秘魯羽毛球國際賽             | 國際挑戰賽 | 混合雙打 | 亚历克斯·汤            | 準決賽 |
| 2014年 | 阿根廷羽毛球國際賽           | 國際系列賽 | 女子單打 | －                     | 準決賽 |
| 2014年 | 阿根廷羽毛球國際賽           | 國際系列賽 | 女子雙打 | 卢瓦娜·维森特          | 亞軍   |
| 2014年 | 阿根廷羽毛球國際賽           | 國際系列賽 | 混合雙打 | 亚历克斯·汤            | 冠軍   |
| 2014年 | 南方共同市場羽毛球國際賽     | 國際系列賽 | 女子單打 | －                     | 準決賽 |
| 2014年 | 南方共同市場羽毛球國際賽     | 國際系列賽 | 女子雙打 | 卢瓦娜·维森特          | 冠軍   |
| 2014年 | 南方共同市場羽毛球國際賽     | 國際系列賽 | 混合雙打 | 亚历克斯·汤            | 準決賽 |
| 2014年 | 泛美洲青年羽毛球錦標賽       | 其他       | 混合團體 | －                     | 亞軍   |
| 2014年 | 泛美洲青年羽毛球錦標賽       | 其他       | 女子單打 | －                     | 亞軍   |
| 2014年 | 巴西羽毛球大獎賽             | 大獎賽     | 女子雙打 | 卢瓦娜·维森特          | 準決賽 |
| 2014年 | 巴西羽毛球大獎賽             | 大獎賽     | 混合雙打 | 亚历克斯·汤            | 準決賽 |
| 2014年 | 危地馬拉羽毛球國際賽         | 國際挑戰賽 | 女子雙打 | 卢瓦娜·维森特          | 準決賽 |
| 2014年 | 泛美洲羽毛球錦標賽           | 其他       | 混合團體 | －                     | 季軍   |
| 2014年 | 泛美洲羽毛球錦標賽           | 其他       | 女子雙打 | 卢瓦娜·维森特          | 亞軍   |
| 2014年 | 美國羽毛球國際賽             | 國際挑戰賽 | 女子雙打 | 卢瓦娜·维森特          | 準決賽 |
| 2014年 | 巴西羽毛球國際賽             | 國際挑戰賽 | 女子單打 | －                     | 亞軍   |
| 2015年 | 秘魯羽毛球國際系列賽         | 國際系列賽 | 女子雙打 | 卢瓦娜·维森特          | 冠軍   |
| 2015年 | 秘魯羽毛球國際系列賽         | 國際系列賽 | 混合雙打 | 亚历克斯·汤            | 準決賽 |
| 2015年 | 南方共同市場羽毛球國際挑戰賽 | 國際挑戰賽 | 女子單打 | －                     | 亞軍   |
| 2015年 | 南方共同市場羽毛球國際挑戰賽 | 國際挑戰賽 | 女子雙打 | 卢瓦娜·维森特          | 準決賽 |
| 2015年 | 南方共同市場羽毛球國際挑戰賽 | 國際挑戰賽 | 混合雙打 | 亚历克斯·汤            | 準決賽 |
| 2015年 | 智利羽毛球國際賽             | 國際系列賽 | 女子單打 | －                     | 亞軍   |
| 2015年 | 智利羽毛球國際賽             | 國際系列賽 | 女子雙打 | 卢瓦娜·维森特          | 冠軍   |
| 2015年 | 秘魯羽毛球國際賽             | 國際挑戰賽 | 女子雙打 | 卢瓦娜·维森特          | 準決賽 |
| 2015年 | 泛美運動會羽毛球比賽         | 其他       | 女子雙打 | 卢瓦娜·维森特          | 銀牌   |
| 2015年 | 泛美運動會羽毛球比賽         | 其他       | 混合雙打 | 亚历克斯·汤            | 銅牌   |
| 2015年 | 墨西哥羽毛球國際賽           | 國際系列賽 | 女子雙打 | 卢瓦娜·维森特          | 冠軍   |
| 2015年 | 阿根廷羽毛球國際賽           | 國際系列賽 | 女子單打 | －                     | 亞軍   |
| 2015年 | 阿根廷羽毛球國際賽           | 國際系列賽 | 混合雙打 | 亚历克斯·汤            | 亞軍   |
| 2015年 | 智利羽毛球國際挑戰賽         | 國際挑戰賽 | 女子雙打 | 卢瓦娜·维森特          | 亞軍   |
| 2015年 | 巴西羽毛球國際賽             | 國際系列賽 | 女子雙打 | 卢瓦娜·维森特          | 冠軍   |
| 2015年 | 波多黎各羽毛球國際系列賽     | 國際系列賽 | 女子單打 | －                     | 準決賽 |
| 2015年 | 波多黎各羽毛球國際系列賽     | 國際系列賽 | 混合雙打 | 亚历克斯·汤            | 冠軍   |
| 2015年 | 蘇利南羽毛球國際賽           | 國際系列賽 | 女子單打 | －                     | 亞軍   |
| 2015年 | 蘇利南羽毛球國際賽           | 國際系列賽 | 混合雙打 | 亚历克斯·汤            | 準決賽 |
| 2016年 | 巴西羽毛球國際賽             | 國際系列賽 | 女子雙打 | 卢瓦娜·维森特          | 準決賽 |
| 2016年 | 泛美洲羽毛球錦標賽           | 其他       | 混合團體 | －                     | 亞軍   |
| 2017年 | 南方共同市場羽毛球國際系列賽 | 國際系列賽 | 女子單打 | －                     | 準決賽 |
| 2018年 | 巴西羽毛球國際賽             | 國際挑戰賽 | 混合雙打 | Matheus Voigt          | 準決賽 |
| 2018年 | 墨西哥羽毛球國際賽           | 國際系列賽 | 女子雙打 | 卢瓦娜·维森特          | 冠軍   |
| 2018年 | 聖多明哥羽毛球公開賽         | 國際系列賽 | 女子雙打 | 盧瓦娜·維森特          | 冠軍   |
| 2019年 | 泛美洲羽毛球混合團體錦標賽   | 其他       | 混合團體 | －                     | 季軍   |
| 2019年 | 牙買加羽毛球國際賽           | 國際系列賽 | 混合雙打 | 阿圖爾·席爾瓦·波莫切諾 | 冠軍   |

| 2007-2017年 | 首要超級賽 | 超級賽 | 黃金大獎賽 | 大獎賽 | 國際挑戰賽 | 國際系列賽 | 未來系列賽 | 其他 |

| 2018-2026年 | 總決賽 | 超級1000賽 | 超級750賽 | 超級500賽 | 超級300賽 | 超級100賽 | 國際挑戰賽 | 國際系列賽 | 未來系列賽 | 其他 |

### 奧運會和世錦賽參賽紀錄
|          | 搭檔                   | 2014 | 2015 | 2016       |
| -------- | ---------------------- | ---- | ---- | ---------- |
| 女子單打 | －                     | 48強 | －   | 小組第三名 |
|          |                        |      |      |            |
| 女子雙打 | 保拉·比阿特丽斯·佩雷拉 | 48強 | －   | －         |